# Powiat Semily

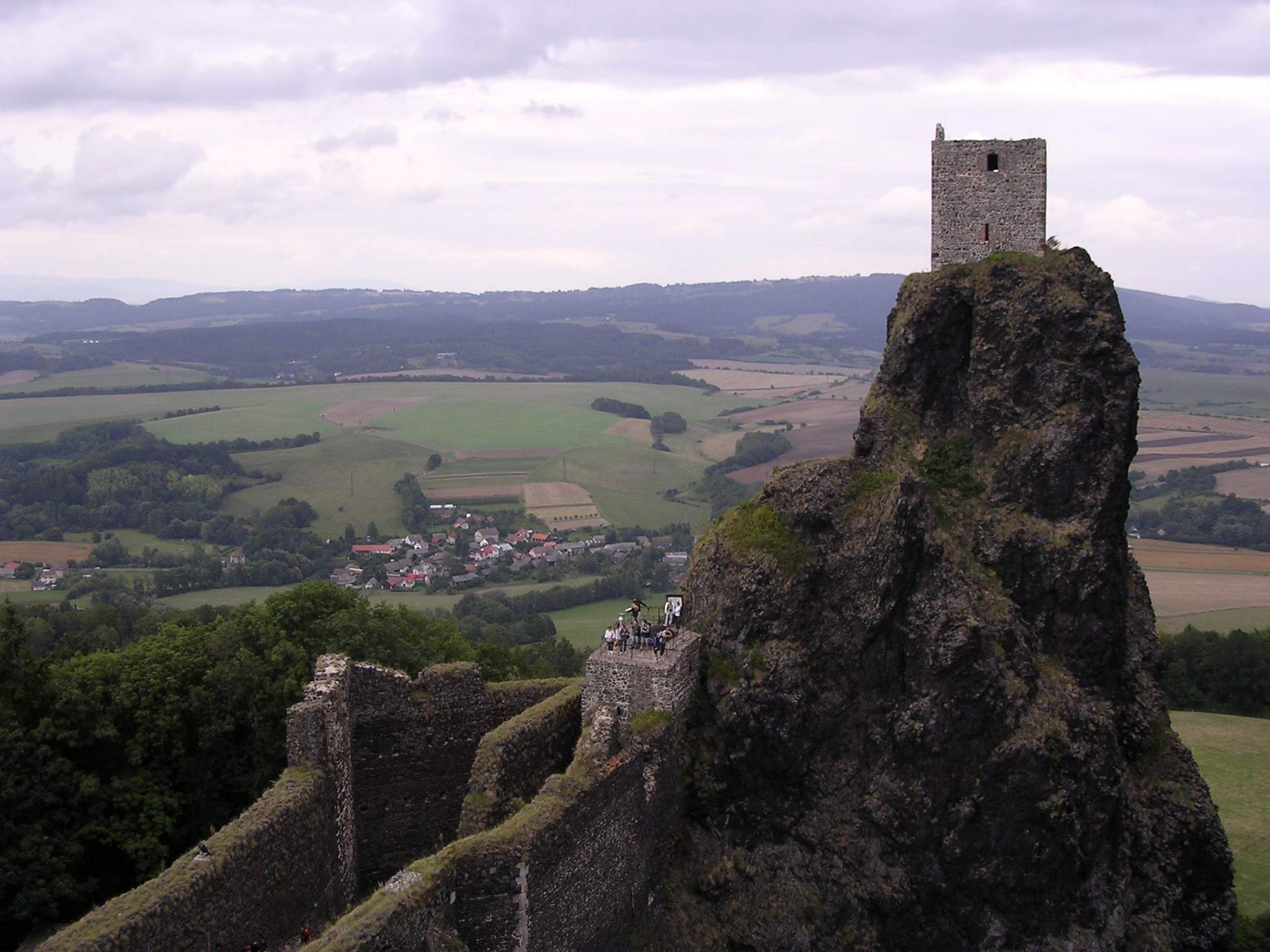

Powiat Semily (czes. Okres Semily) – powiat w Czechach, w kraju libereckim.
Jego siedziba znajduje się w mieście Semily. Powierzchnia powiatu wynosi 698,92 km², zamieszkuje go 75 041 osób (gęstość zaludnienia wynosi 107,51 mieszkańców na 1 km²). Powiat ten liczy 65 miejscowości, w tym 9 miast.
Od 1 stycznia 2003 powiaty nie są już jednostką podziału administracyjnego Czech. Podział na powiaty zachowały jednak sądy, policja i niektóre inne urzędy państwowe. Został on również zachowany dla celów statystycznych.

## Miasta powiatu
Harrachov, Jablonec nad Jizerou, Jilemnice, Lomnice nad Popelkou, Rokytnice nad Jizerou, Rovensko pod Troskami, Semily, Turnov, Vysoké nad Jizerou

## Struktura powierzchni
Według danych z 31 grudnia 2003 powiat ma obszar 698,92 km², w tym:
- użytki rolne - 53,7%, w tym 46,55% gruntów ornych
- inne - 46,3%, w tym 80,25% lasów
- liczba gospodarstw rolnych: 735

## Demografia
Dane z 31 grudnia 2003:
| Opis        | Ogółem | Kobiety       | Mężczyźni     |
| ----------- | ------ | ------------- | ------------- |
| populacja   | 75 041 | 38 280 51,01% | 36 761 48,99% |
| średni wiek | 39,5   | 41,31         | 38,15         |

- gęstość zaludnienia: 107,51 mieszk./km²
- 59,78% ludności powiatu mieszka w miastach.

## Zatrudnienie
| Mieszkańcy ze stałym zatrudnieniem | 17 531       |
| Średnia pensja miesięczna          | 14 014 koron |
| Bezrobotni                         | 3 118        |
| Stopa bezrobocia                   | 8,09%        |

## Szkolnictwo
W powiecie Semily działają:
| Rodzaj szkoły                   | Liczba szkół |
| ------------------------------- | ------------ |
| Przedszkola                     | 53           |
| Szkoły podstawowe               | 43           |
| Gimnazja                        | 3            |
| Szkoły średnie techniczne       | 8            |
| Szkoły średnie ogólnokształcące | 4            |
| Szkoły wyższe                   | 1            |

## Służba zdrowia
| Lekarze                               | 271 |
| Szpitale                              | 3   |
| Specjalistyczne ośrodki terapeutyczne | 3   |
| Gabinety dentystyczne                 | 42  |
| Apteki                                | 18  |